# Flammulina
Flammulina là một chi nấm trong họ Physalacriaceae. Chi này phân bố rộng rãi ở các vùng ôn hòa, với khoảng 10 loài.

## Hình ảnh

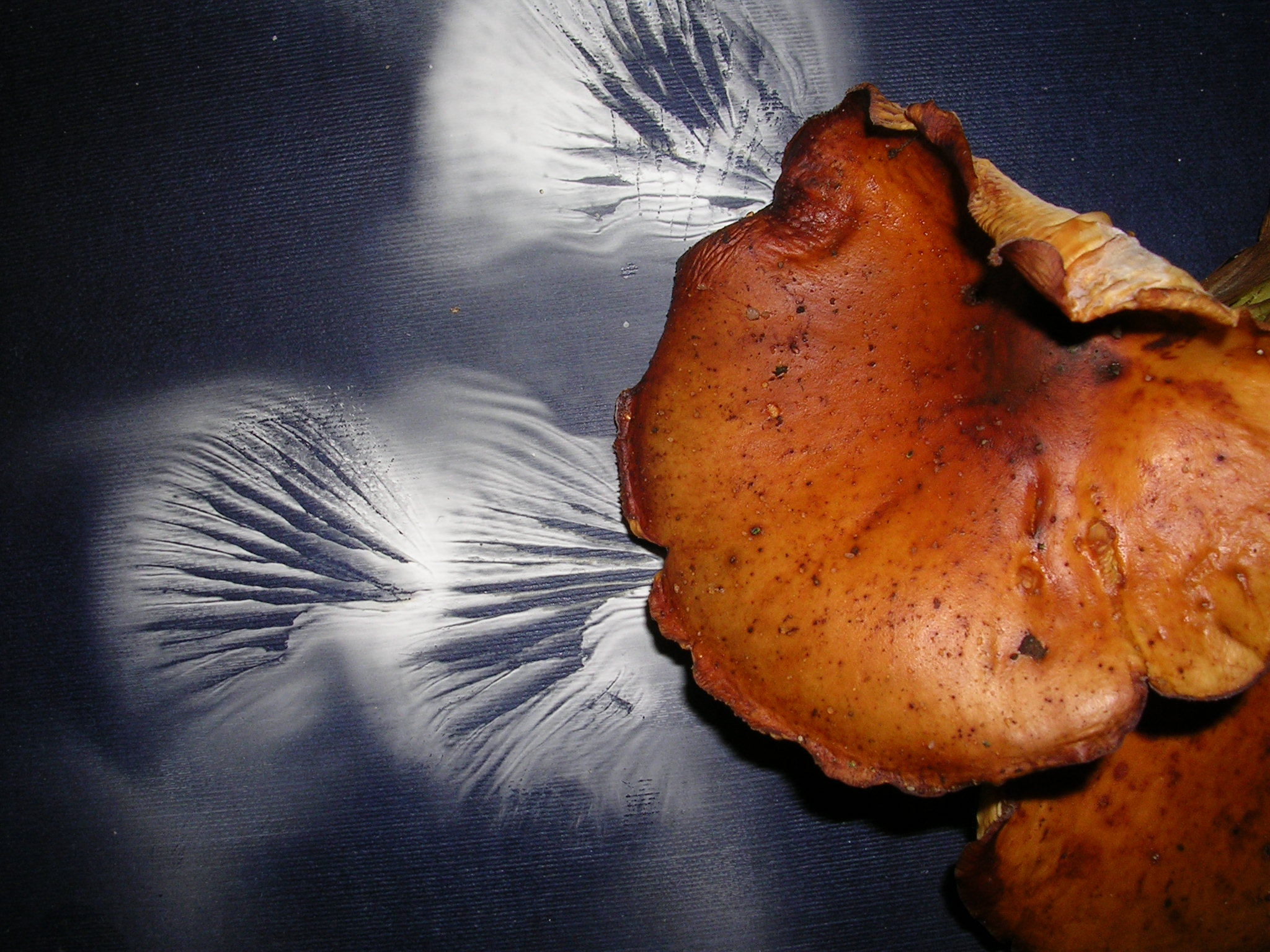
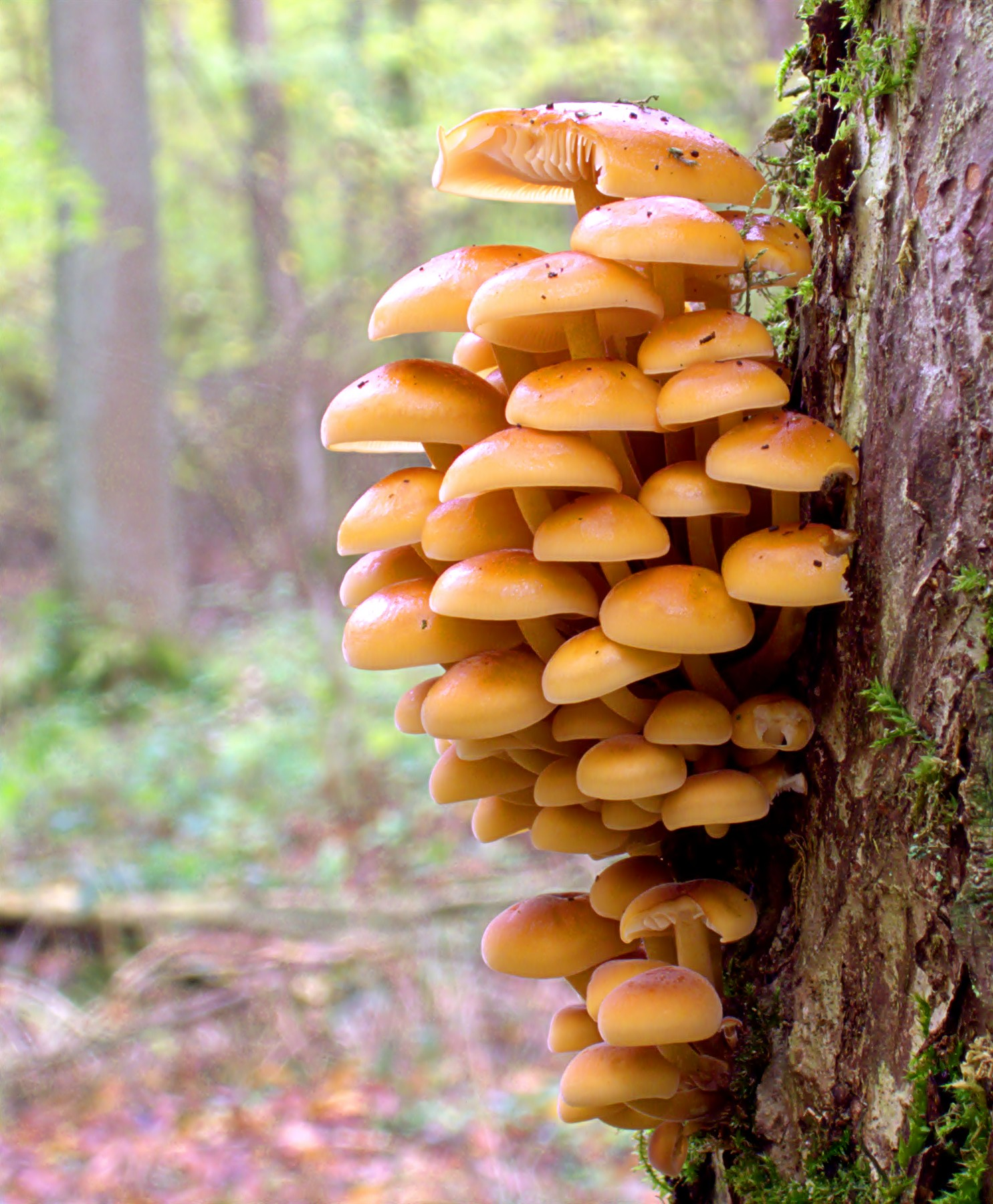
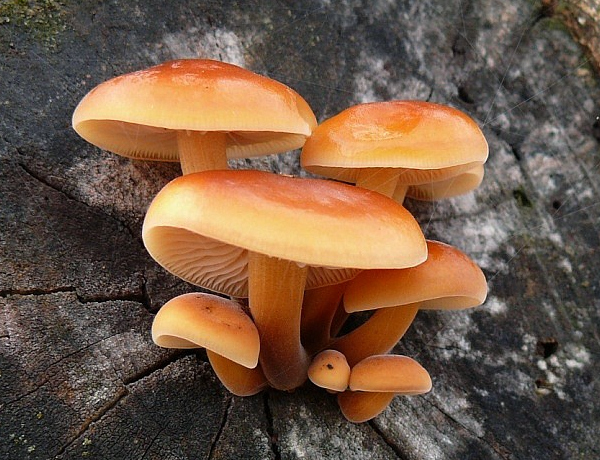
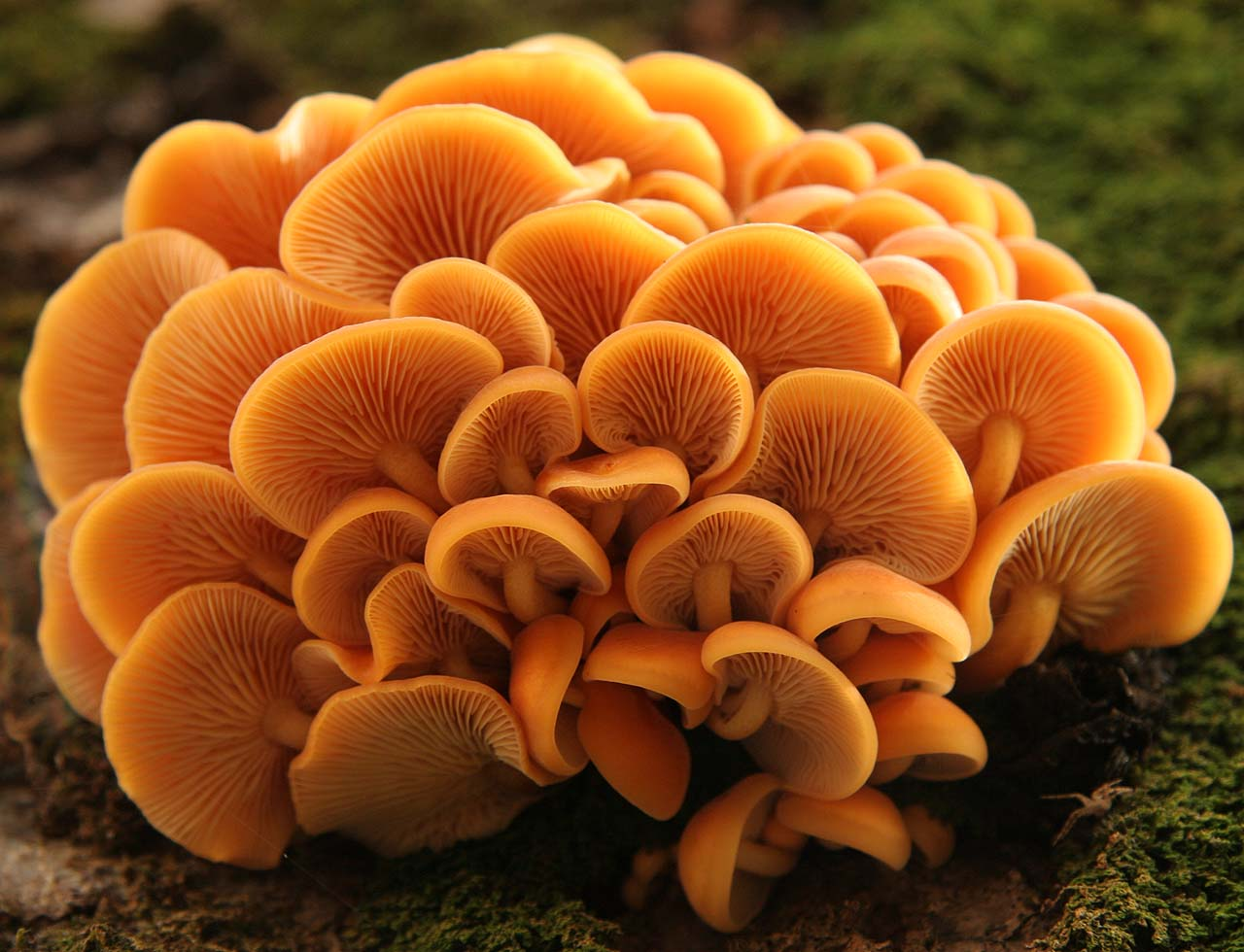

## Các loài
- Flammulina callistosporioides
- Flammulina elastica
- Flammulina fennae
- Flammulina ferrugineolutea
- Flammulina mediterranea
- Flammulina mexicana
- Flammulina ononidis
- Flammulina populicola
- Flammulina rossica
- Flammulina similis
- Flammulina stratosa
- Flammulina velutipes (Enoki)